# Zimmerius chicomendesi
El mosquerito de Chico Mendes (Zimmerius chicomendesi), es una especie de ave paseriforme de la familia Tyrannidae perteneciente al género Zimmerius. Es endémico de la cuenca amazónica en Brasil y fue recientemente descrito para la ciencia, en el año 2013.

## Descripción
Mide 10 cm y pesa 5,5 g. Aparentemente, esta especie es indistinguible de Zimmerius villarejoi en lo que se refiere a plumaje y color. Por arriba, desde la base del pico hasta las cobertoras de la cola es verde oliva uniforme. La región facial, garganta, pecho y flancos, son verdoso ligeramente más pálido, lavado de amarillento, poco contrastante con las partes superiores (la garganta amarillo grisáceo débil), que se vuelve amarillo más claro en el vientre y cobertoras inferiores de la cola. Las alas son negruzco apagado con un ténue tono verde, la cobertoras superiores menores de las alas con bordes verde oliva, las medianas y grandes con un amarillo bien definido y más contrastante. Las cobertoras inferiores son amarillo pálido volviéndose pardo amarillento en la junta. La cola es igual a las alas, pero con las rectrices estrechamente bordeadas de verde oliva, apenas contrastando ligeramente con las partes superiores. El iris es blanco, el maxilar rufo y la mandíbula rosa rojizo; las piernas son negruzcas. No existe dimorfismo sexual, sin embargo se ha observado que el macho es de tamaño mayor que la hembra, lo que no siempre se verifica.

## Distribución y hábitat
Se encuentra en una región extremadamente localizada en el centro sur de la Amazonia brasileña desde unos 60 km al este del río Madeira hacia el este posiblemente hasta la orilla izquierda del complejo de los ríos Aripuanã, Roosevelt y Madeirinha. Aparte del estado de Amazonas se espera que sea también encontrada en el noreste de Rondônia y noroeste de Mato Grosso. Efectivamente, ya fue registrada en el extremo noreste de Rondônia.
Habita solamente en áreas denominadas localmente campinas, bosques bajos y matorrales que crecen en suelos planos, arenosos y a menudo pobremente drenados, o, en terrenos compactados, de arena pareciendo piedra, ondulados y con pastizales, bien drenados. La vegetación es densa y enmarañada alrededor de espacios abiertos irregulares; la estatura promedio de la vegetación es de 2 a 6 m con unos pocos árboles de la especie Caraipa alcanzando los 10 m.

## Estado de conservación
El mosquerito de Chico Mendes ha sido calificado como casi amenazado por la Unión Internacional para la Conservación de la Naturaleza  (IUCN) debido a su pequeña zona de distribución y a su tipo de hábitat fragmentado y que se fragmenta todavía más debido a la destrucción del mismo. Los autores de la descripción habían estimado la población de la especie en alrededor de 10.000 parejas y, considerando que su hábitat está todavía remoto a actividades humanas, está cercana a su equilibrio natural y calificaron su situación como no alarmante.

### Amenazas
Dada la extremada selectividad y restricción de su hábitat, cualquier futura intervención en su zona, como por ejemplo abertura o pavimentación de carreteras, podría traer severas consecuencias a su sobrevivéncia. Otro factor de preocupación es que la campina se recupera apenas muy lentamente de eventuales quemadas.

### Acciones de conservación
Aproximadamente 50% de su área está en tierras indígenas protegidas, en el recientemente creado parque nacional Campos Amazónicos, o en menores áreas de protección federales o estatales. Mismo así se recomiendan acciones de protección específicas para las áreas de campina.

## Comportamiento
Forrajea en pareja aproximadamente mitad del tiempo de observaciones.

### Alimentación
Se alimenta regularmente, tal vez la mayoría de las veces, de los frutos de las ampliamente dispersas plantas del muérdago Loranthaceae Oryctanthus alveolatus, regurgitando las semillas que son depositadas en ramas de otros árboles o arbustos, favoreciendo la dispersión de las plantas. Este es el mismo tipo de alimentación  de Z. villarejoi, excepto que no se han observado en Z. chicomendesi ni una única vez, maniobras obvias de captura de artrópodos. Otros dos pequeños tiránidos, Zimmerius acer y Tyrannulus elatus, también especialistas en muérdago, son simpátricos con la presente especie.

### Reproducción
Las observaciones sugieren que la nidificación ocurre alrededor de diciembre y no se han visto actividades de reproducción en los meses más secos alrededor de agosto.

### Vocalización
Fueron registradas cuatro vocalizaciones: el canto, un llamado común, una serie de llamados y un gruñido más agresivo, emitidas por los dos sexos y de forma indistinguible. La vocalización oída más frecuentemente es un distinto llamado de dos notas, con llamados de una o tres notas dados menos regularmente.

## Sistemática

### Descripción original
La especie Z. chicomendesi fue descubierta en 2011, originalmente a partir de su canto diferenciado y posteriormente por la recolección del holotipo, un macho adulto recolectado el 8 de diciembre de 2011 que se encuentra depositado en el Museo de Zoología de la Universidad de São Paulo. Fue descrita formalmente en 2013 por los ornitólogos Bret M. Whitney, Fabio Schunck, Marco Rêgo y Luís Fábio Silveira. La localidad tipo es «Municipalidad de Humaitá, en la carretera BR-230 (Transamazónica) (07°47'22"S 62°23'32"W), estado de Amazonas, Brasil, a aproximadamente 70 m de elevación».
El descubrimiento de esta especie hizo parte de la mayor descripción de nuevas especies en 140 años, cuando, en 2013, 15 nuevas aves amazónicas fueron descritas por científicos de 3 instituciones brasileñas: Universidad de São Paulo, Museu Paraense Emílio Goeldi e Instituto Nacional de Pesquisas da Amazônia y una estadounidense: Louisiana State University.

### Etimología
El nombre genérico masculino «Zimmerius» conmemora al ornitólogo estadounidense John Todd Zimmer (1889–1957); y el nombre de la especie «chicomendesi» es en homenaje al activista ambiental brasileño Chico Mendes (1944–1988).

### Taxonomía
Probablemente es pariente próximo con el también recientemente descrito Zimmerius villarejoi.
El Comité de Clasificación de Sudamérica (SACC) reconoció la nueva especie mediante la aprobación de la Propuesta N° 698.